# Christopher A. Sims
Christopher Albert "Chris" Sims (sinh ngày 21 tháng 10 năm 1942) là một nhà khoa học kinh tế người Mỹ đã được trao giải Nobel Kinh tế năm 2011 cùng Thomas J. Sargent. Hai ông được trao giải thưởng này vì "nghiên cứu thực nghiệm về nguyên nhân và ảnh hưởng trong kinh tế học vĩ mô".
Ông hiện đang làm giáo sư Harold B. Helms ngành Kinh tế học và Ngân hàng tại Đại học Princeton.
Sims có bằng tiến sĩ kinh tế vào năm 1968 tại Đại học Harvard. Ông làm giảng viên tại Đại học Harvard, Đại học Minnesota, Đại học Yale, và từ năm 1999, tại Princeton. Sims là viện sĩ Viện Hàn lâm Khoa học Quốc gia (từ 1989) và Viện Hàn lâm Khoa học tự nhiên và Khoa học xã hội Hoa Kỳ (từ 1988). Năm 1995, ông là chủ tịch của Hội Toán kinh tế. Ông sẽ là chủ tịch đắc cử của Hiệp hội Kinh tế Mỹ trong năm 2011 và sau đó là Chủ tịch của Hiệp hội Kinh tế Mỹ trong năm 2012.
Sims đã xuất bản nhiều tác phẩm quan trọng trong lĩnh vực nghiên cứu của mình: kinh tế lượng và lý thuyết và chính sách kinh tế vĩ mô. Ông là người cổ vũ sử dụng mô hình tự hồi quy vector kinh tế vĩ mô thực nghiệm, phát triển phương pháp sử dụng ước lượng Bayer trong mô hình tự hồi quy vector.
Ông cũng đã góp phần phát triển các lý thuyết tài chính về mức giá và lý thuyết về thiếu chú ý duy lý.

## Tại sao Christopher A. Sims đạt giải Nobel
Khó nắm rõ cơ chế vận hành của nền kinh tế một phần là bởi những mối quan hệ tương hỗ. Chính sách tác động tới phát triển kinh tế hay phát triển kinh tế tác động tới chính sách? Sự mơ hồ này một phần là do cả hai khu vực công và tư đều có những dự đoán của riêng mình về tương lai. "Kỳ vọng" của khu vực tư nhân về chính sách tương lai ảnh hưởng tới quyết định trong hiện tại của họ về lương, giá và đầu tư; trong khi chính sách kinh tế lại được ban hành dựa trên những "kỳ vọng" về sự phát triển của khu vực tư. Một cách nghiên cứu tác động của chính sách kinh tế là tiến hành thử nghiệm có kiểm soát. Tuy vậy, thực tế thì không thể gắn một chính sách kinh tế ngẫu nhiên nào đó cho một quốc gia được. Vì thế nghiên cứu kinh tế vĩ mô buộc phải sử dụng dữ liệu lịch sử. Cống hiến quan trọng nhất của Sims là ông cho thấy thực tế có thể sử dụng dữ liệu lịch sử để phân tích mối quan hệ nhân quả trong kinh tế vĩ mô, cho dù đó có là mối quan hệ hai mặt. Nghiên cứu của Sims tập trung vào việc phân biệt giữa những thay đổi không lường trước của các biến số như giá dầu hay lãi suất, và những thay đổi đã lường trước để xác định tác động của chúng đối với các biến số vĩ mô quan trọng.
Sims đề xuất một mô hình mới giúp nhận diện và giải thích của cú sốc kinh tế trong dữ liệu lịch sử, và giúp phân tích xem những cú sốc ấy dần dần tác động ra sao tới các biến số vĩ mô khác. Phương pháp của ông có tác động rất lớn đối với nghiên cứu. Đó cũng là nền tảng cho việc ban hành chính sách kinh tế. Phương pháp luận của Sims cũng gồm ba bước.
Đầu tiên, nhà phân tích dự báo các biến số vĩ mô sử dụng mô hình vector-autoregression (mô hình VAR) [tạm dịch: mô hình tự hồi quy véc tơ]. Đây là một mô hình tương đối đơn giản sử dụng dữ liệu chuỗi thời gian, theo đó các giá trị quan sát trước đó được dùng để đi tới dự báo chính xác nhất có thể. Khác biệt giữa dự báo và kết quả (lỗi dự báo) đối với một biến cụ thể được coi là một loại "cú sốc", nhưng Sims cho thấy những lỗi dự báo ấy không có ý nghĩa kinh tế rõ ràng.
Ví dụ như lãi suất bất ngờ thay đổi có thể là phản ứng trước một cú sốc khác, ví dụ như thất nghiệp hay lạm phát, cũng có thể chúng xảy ra hoàn toàn "độc lập". Sự thay đổi một cách độc lập ấy được gọi là "cú sốc cơ bản".
Bước thứ hai là tách "cú sốc cơ bản" ra. Đây là điều kiện tiên quyết để nghiên cứu tác động của việc lãi suất thay đổi "độc lập". Thực tế, một trong những đóng góp lớn của Sims là chứng minh việc đi từ hiểu biết toàn diện cách thức vận hành của nền kinh tế có thể đi tới nhận diện được các "cú sốc cơ bản". Sims và các nhà nghiên cứu tiếp bước ông đã phát triển các phương pháp khác nhau để nhận diện của "có sốc cơ bản" trong mô hình VAR.
Một khi đã nhận diện được các "cú sốc cơ bản" từ dữ liệu lịch sử, bước thứ ba trong phương pháp của Sims là phân tích impulse-response [tạm dịch: phân tích phản ứng đẩy]. Phân tích này minh họa tác động của các cú sốc cơ bản đối với các biến số vĩ mô qua thời gian.
Phân tích "phản ứng đẩy" giúp chúng ta hiểu thêm về kinh tế vĩ mô và đã có những ảnh hưởng to lớn tới việc thi hành chính sách tiền tệ. Nay một NHTW có lạm phát mục tiêu điều chỉnh lãi suất để đạt tới mức mục tiêu đó trong vòng 1-2 năm đã là chuyện bình thường. Chính sách tiền tệ thắt chặt đồng nghĩa với việc 1-2 năm sau lạm phát mới thấp còn GDP giảm ngay lập tức. Các phân tích VAR tương tự về chính sách tài khóa cũng cho thấy tăng chi tiêu công có thể trung hòa được một đợt suy thoái tạm thời.
Ngày nay, Mô hình VAR là công cụ không thể thiếu của các NHTW và Bộ Tài chính trong phân tích ảnh hưởng của nhiều cú sốc khác nhau đối với nền kinh tế cũng như ảnh hưởng của nhiều chính sách khác nhau để đối phó với các cú sốc trên.